# Agligadak Island
Agligadak Island ist eine kleine unbewohnte Insel der Andreanof Islands, die zu den Aleuten gehören. 
Die nur etwa 300 m lange Insel liegt 5 km östlich von Amlia Island entfernt.
Das Eiland wurde erstmals 1852 von Michail Tebenkow als Ostrov Agligadak in den Seekarten verzeichnet. Der Name Agligadak bedeutet auf Aleutisch so viel wie Albatros.